# Westerplatte

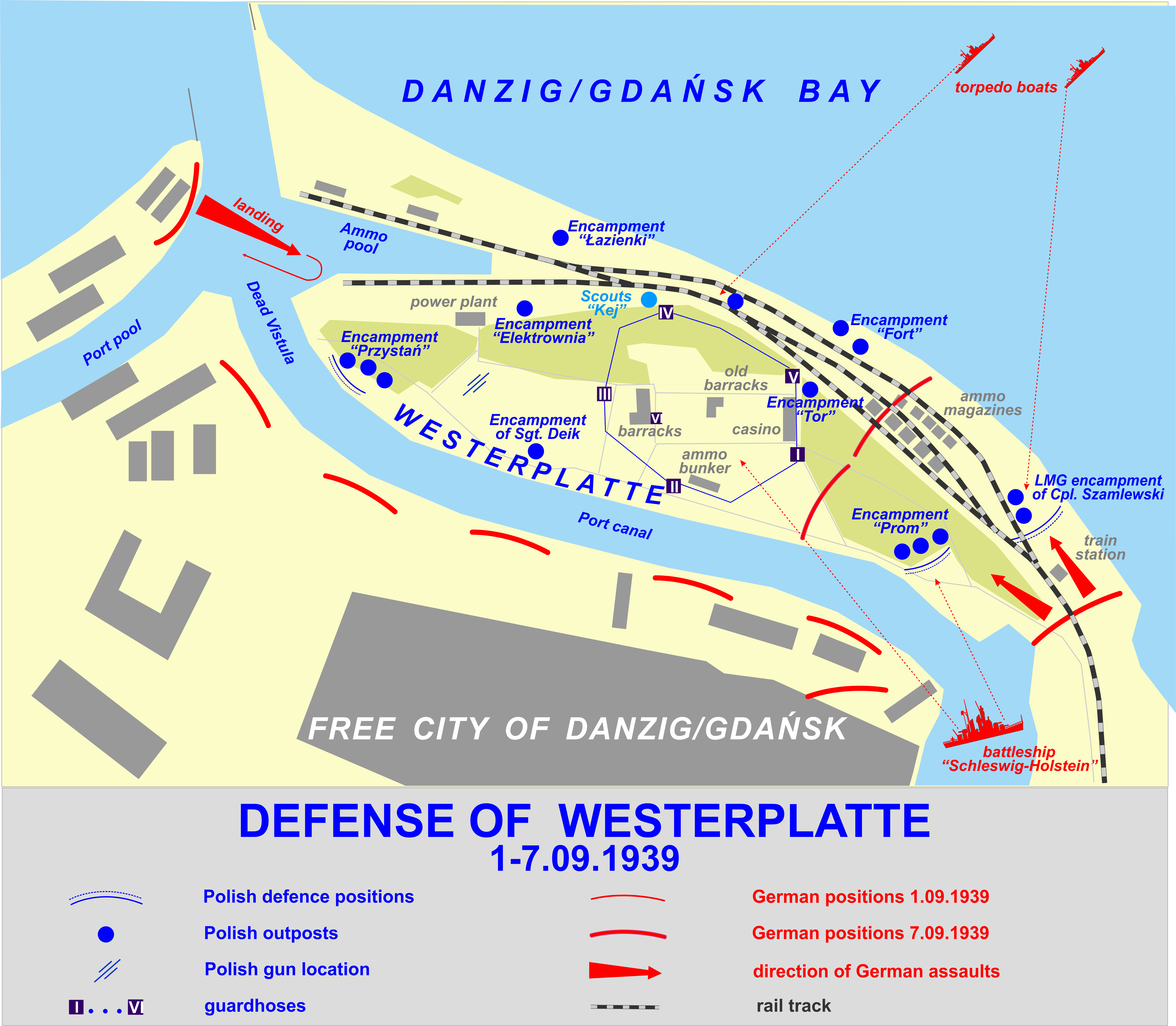
Situatie tijdens Slag om Westerplatte

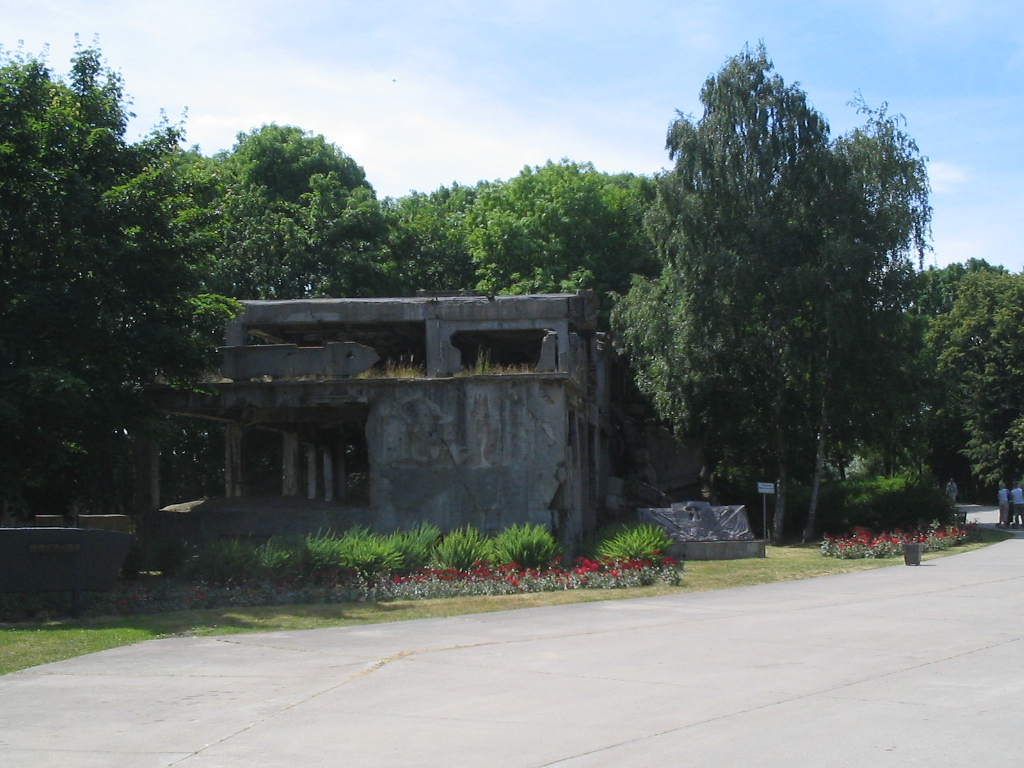
Ruïne van het soldatenverblijf

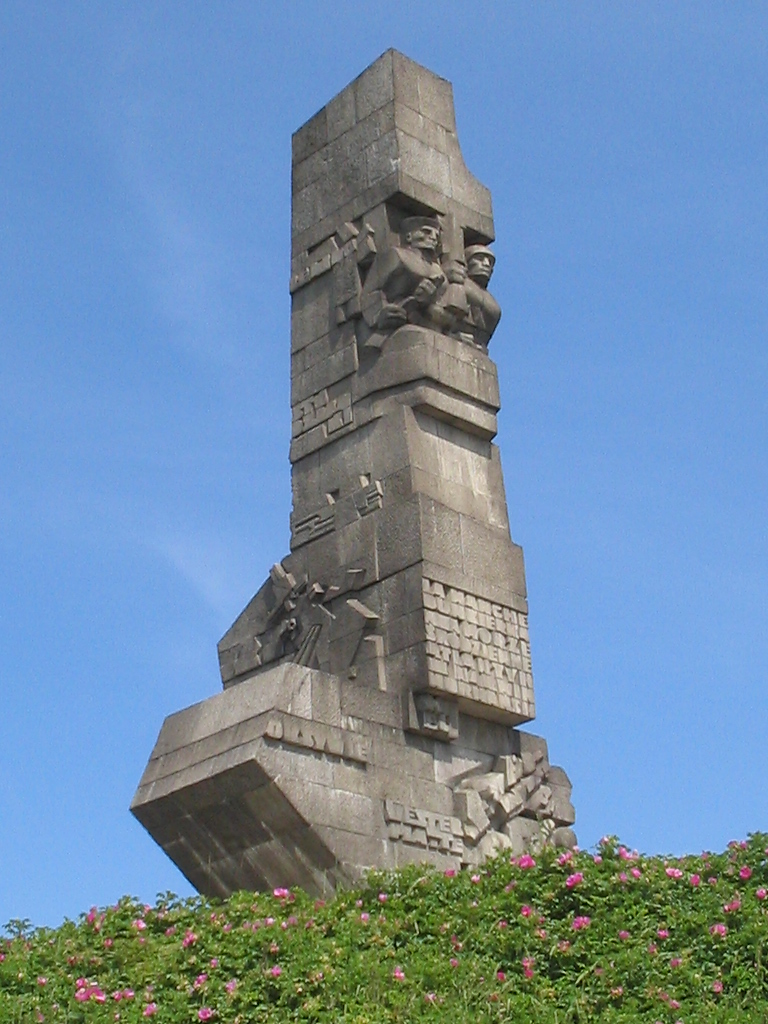
Monument

Westerplatte is een schiereiland in Gdańsk in het estuarium van de Martwa Wisła (een van de zijtakken van de Wisła). Van 1926 tot 1939 was hier een Pools militair depot gelegen in de haven van de Vrije Stad Danzig.
Na een lange periode van nationaalpolitieke agitatie begon op 1 september 1939 om 4:45 's ochtends de Duitse invasie van Danzig. Vervolgens kwamen Polen en Duitsland in oorlog en trok Duitsland Pools grondgebied binnen. Omdat Engeland en Frankrijk aan hun garantie voor Polen vasthielden, was de Tweede Wereldoorlog een feit geworden. De beschieting van Westerplatte door het slagschip Schleswig-Holstein was voor die oorlog het startsein. De Slag om Westerplatte werd uiteindelijk op 7 september 1939 beslecht door de overmacht van nazi-Duitsland.
De ruïnes van de barakken en blokhuizen zijn nog te bezichtigen. Eén ervan is nu een museum. Een stenen monument ter nagedachtenis aan de gebeurtenis is geplaatst op een 28 meter hoge heuvel.
De wijk Nowy Port is vanuit Westerplatte aan de overzijde van de Martwa Wisła te zien.